# Bataille des Quatre Chemins de l'Oie (1795)
Pour les articles homonymes, voir Bataille des Quatre Chemins de l'Oie.
Guerre de Vendée
Batailles
La bataille des Quatre Chemins de l'Oie se déroule le 5 décembre 1795 lors de la guerre de Vendée. Lors de ce combat, le camp de L'Oie est pris d'assaut par les Vendéens, mais ces derniers battent aussitôt en retraite après l'arrivée de renforts républicains.

## Prélude
Début décembre 1795, l'armée vendéenne de Charette se porte au château de Chantenay, à Saint-Denis-la-Chevasse, afin de se procurer des vivres et des fourrages. Le 5 décembre,,, elle attaque le camp de L'Oie, situé sur une hauteur près du château de l'Hébergement-Hydreau, au sud du croisement des Quatre Chemins, où se rencontrent les routes de Nantes à La Rochelle et des Sables-d'Olonne à Saumur. Ce camp est alors occupé par des troupes de la colonne de l'adjudant-général Watrin, qui le 2 décembre avait reçu l'ordre du général Emmanuel de Grouchy, le chef d'état-major de Lazare Hoche, de « s'attacher aux pas de Charette », mais qui n'avait eu le temps de se mettre en mouvement à cause d'un retard de ravitaillement,..

## Forces en présence
Du côté des républicains, l'adjudant-général François Watrin dispose sous ses ordres de 3 265 hommes cantonnés entre Saint-Fulgent et le camp de L'Oie,,. Cette colonne est alors composée de 1 500 hommes de la 107e demi-brigade, de 460 hommes des chasseurs de Cassel, de 630 hommes du 4e bataillon de volontaires de la Dordogne, de 475 hommes du bataillon des Vengeurs, de 160 hommes du 14e bataillon de volontaires d'Orléans et de 40 hommes de cavalerie.
Au moment de l'attaque, le nombre des soldats républicains présents au camp de L'Oie est de 800 selon Watrin, de 800 à 1 200 selon l'administrateur républicain de Fontenay-le-Comte André Mercier du Rocher et de 2 000 selon l'officier vendéen Pierre-Suzanne Lucas de La Championnière. L'historien Lionel Dumarcet retient le nombre de 800 hommes. Ceux-ci appartiennent à la 107e demi-brigade.
Les forces vendéennes de Charette sont quant à elles évaluées à 3 000 hommes, dont 200 cavaliers, par André Mercier du Rocher,. Lionel Dumarcet estime pour sa part plutôt leur nombre entre 1 500 et 2 000. Jean-Baptiste de Couëtus dirige l'avant-garde et Lucas de La Championnière commande la division du Pays de Retz en l'absence de Faugaret. Beaumel et Colin sont à la tête de la cavalerie.

## Déroulement
La veille de l'attaque, les Vendéens couchent à Saint-Martin-des-Noyers. Le lendemain, ils lancent l'assaut contre le camp de L'Oie à 3 heures de l'après-midi.Les républicains y sont totalement surpris et s'enfuient en direction de Saint-Fulgent. 
Les Vendéens mettent d'abord en fuite les avant-gardes républicaines, qui étaient dispersées dans les environs du camp pour saisir des bestiaux,,. D'après le récit de Lucas de La Championnière, les fuyards jettent la confusion parmi les défenseurs du camp et les entraînent avec eux dans leur déroute,. Le camp tombe ainsi très rapidement aux mains des Vendéens, mais les républicains se rallient sur la route de Saint-Fulgent,. Une fusillade s'engage alors entre les républicains et l'infanterie vendéenne qui occupe le camp. Pendant ce temps, la cavalerie vendéenne fait son apparition à l'angle du parc du château de L'Oie. La cavalerie et l'infanterie attaquent alors ensemble et mettent en déroute les républicains qui s'enfuient en direction de Saint-Fulgent et qui sont poursuivis au-delà du croisement des Quatre Chemins.
Cependant de nouvelles troupes républicaines font leur apparition,. Alerté par le bruit de la fusillade, l'adjudant-général Watrin mène une contre-attaque avec le bataillon de la Dordogne et le bataillon des Vengeurs,. Charette donne alors l'ordre de la retraite et ses troupes évacuent le camp avec leur butin.
Watrin renonce à se lancer à la poursuite des Vendéens à cause de la tombée de la nuit. Il se retranche avec ses troupes à l'intérieur du château et fait démolir les murs du parc pour établir des retranchements à hauteur d'hommes. Il y fait également parquer les bestiaux saisis. Les républicains attendent jusqu'au lendemain une nouvelle attaque des Vendéens qui n'arrivera pas, Charette s'étant replié sur le bois du Détroit, avant de se porter à Saligny le 7 décembre.

## Pertes
Dans son rapport adressé le soir du 5 décembre au général Lazare Hoche, l'adjudant-général Watrin affirme que les pertes parmi les défenseurs du camp sont d'environ 50 hommes, dont 29 blessés,,. L'officier vendéen Pierre-Suzanne Lucas de La Championnière donne cependant dans ses mémoires un bilan bien plus lourd et affirme qu'au moins 400 républicains ont été tués lors du combat,,. Le Bouvier-Desmortiers élève ce bilan à 600 tués, sans compter les blessés.
Les pertes vendéennes ne sont pas connues. D'après Lucas de La Championnière, Beaumel, le chef de la cavalerie, est blessé. Il fait également mention de la mort du capitaine Fontaine et d'un cavalier nommé Labbé. Le Bouvier-Desmortiers affirme quant à lui que cette victoire « coûta cher aux royalistes » et fait état de plusieurs officiers tués ou blessés.
Le lendemain du combat, les Vendéens relâchent une vivandière de la 107e demi-brigade, ainsi que quatre femmes hollandaises et un enfant, domestique d'un officier, qui avaient été capturés lors de la prise du camp,,.